# Atari Jaguar
De Atari Jaguar is een 64-bit spelcomputer door Atari geïntroduceerd in 1993.
Atari vernoemde drie spelcomputers naar een katachtig roofdier, naast de Jaguar ook nog de Atari Lynx (draagbare spelcomputer) en de Atari Panther; de laatstgenoemde is nooit in productie genomen.
De Jaguar beschikt over vijf processoren in drie chips.
Een succes is deze spelcomputer nooit geworden. Een van de oorzaken is dat er door andere softwareontwikkelaars weinig spellen voor de Jaguar zijn ontwikkeld. Er zijn in totaal ongeveer 80 spellen verschenen, waarvan ruim de helft door Atari zelf zijn uitgegeven. Telegames en Songbird productions zijn de belangrijkste andere producenten. De Jaguar was de laatste spelcomputer van Atari tot in 2004 de nieuwe Atari Flashback spelcomputer in productie werd genomen. Dit zijn plug'n-play-systemen van hun oudere gameconsoles, de Atari 2600 VCS, Atari 7800.

## Technische specificaties

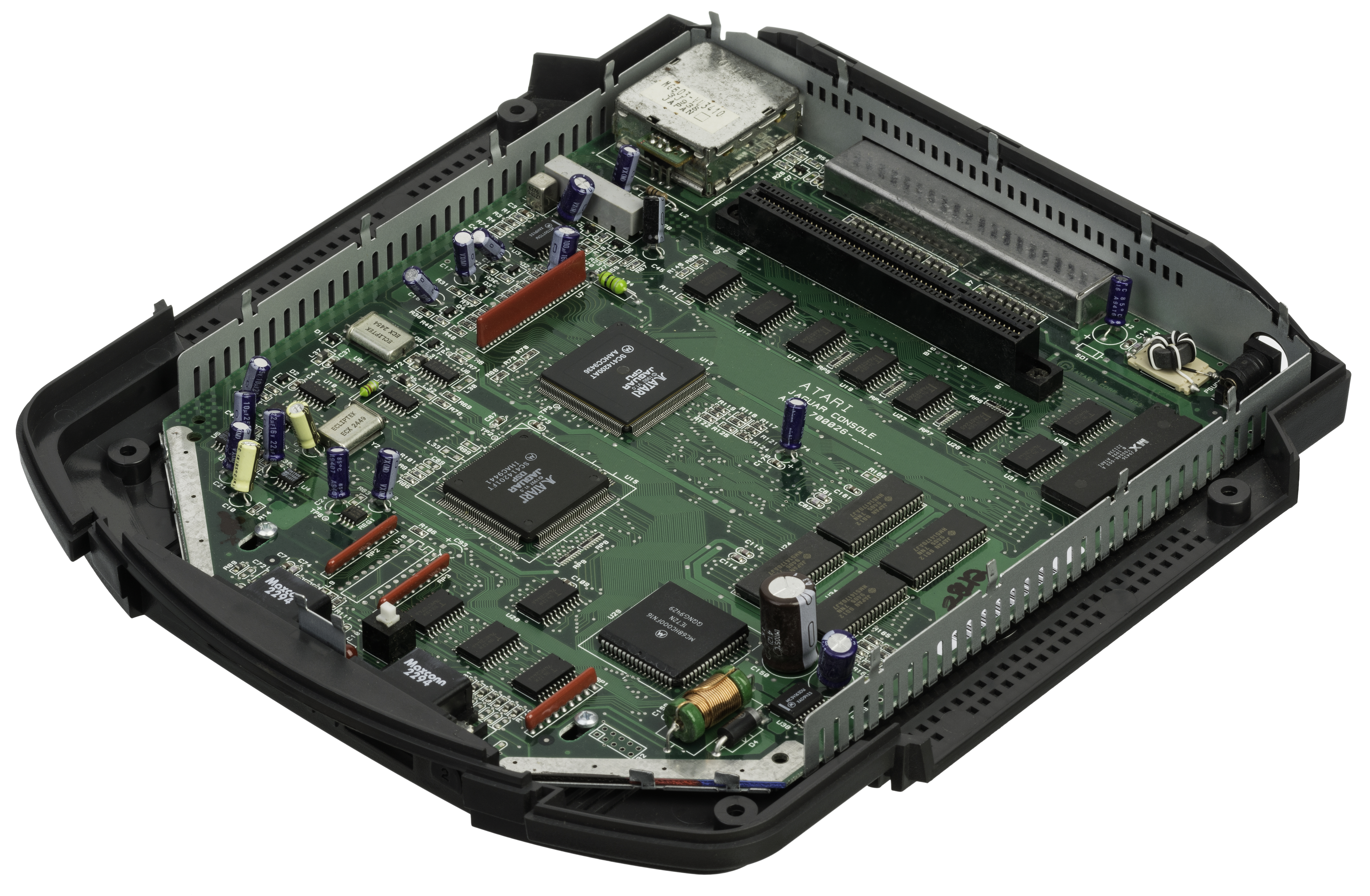
Een opengewerkte Jaguar.

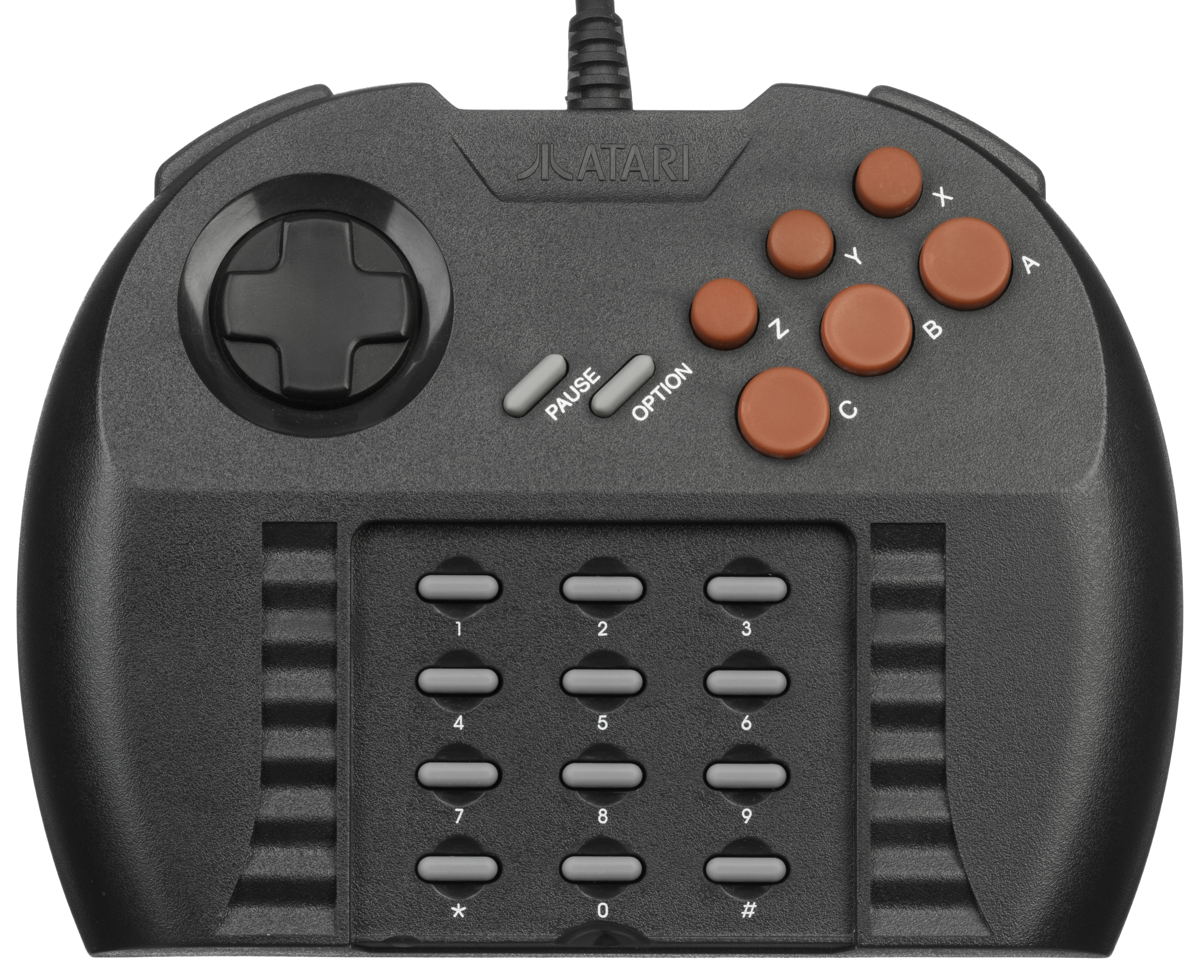
De "ProController".

- "Tom"-processor, kloksnelheid 26,59 MHz
  - Grafische processor, 32-bit RISC-architectuur met 4kB RAM
  - Objectprocessor, verzorgt de videouitvoer
  - Blitter, voor grafische effecten met 64-bit registers
  - DRAM-controller, voor geheugenbeheer

- "Jerry"-processor, kloksnelheid 26,59 MHz
  - Digitale signaalprocessor, 32-bit RISC met 8kB RAM
  - Verwerking van muziek (cd-kwaliteit)
  - Wavetable-, FM- en AM-synthese
  - Timercircuits en UART
  - Controle van joysticks

- Motorola 68000
  - Hoofdprocessor voor algemeen beheer, 16/32-bits, kloksnelheid: 13,295 MHz

- Intern geheugen: 2 MB RAM
- Opslag: spelcartridge
- DSP-poort
- Videouitgang: composiet, S-video, RGB
- Antenneuitgang

## Jaguar CD

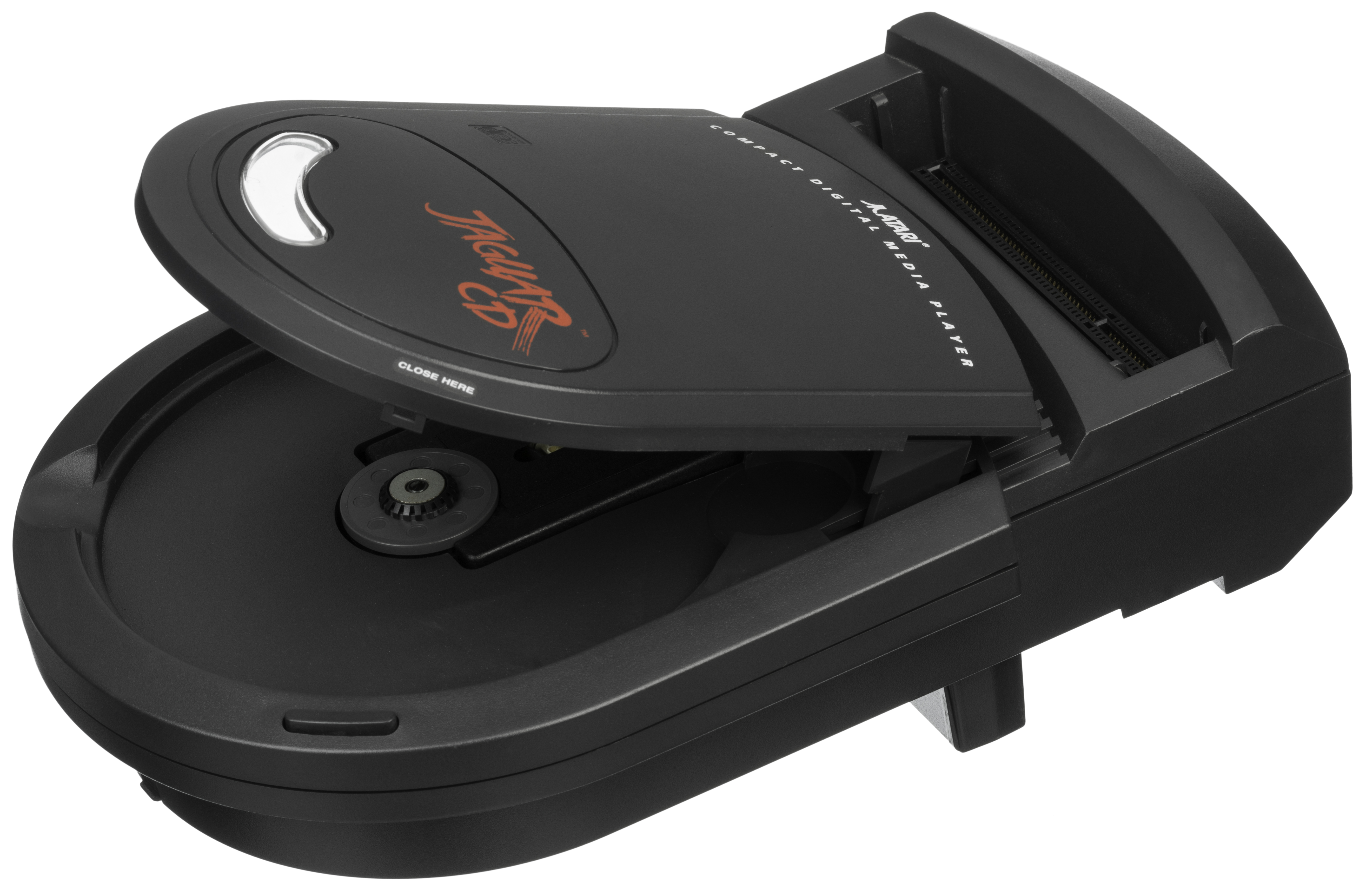
De Atari Jaguar CD.

De Atari Jaguar CD is een uitbreiding op de Jaguar die gebruikmaakt van cd-roms voor de distributie van computerspellen. Het systeem kwam uit in september 1995. Er zijn voor het systeem twaalf spellen gepubliceerd. Om spelgegevens te bewaren bracht Atari de Memory Track uit, een cartridge met 128 kB geheugen.
Elke Jaguar CD kwam met een Virtual light machine, waarmee lichtpatronen getoond werden overeenkomstig de gespeelde muziek. Dit idee kwam van de Atari Video Music, een apparaat uit 1976 met vergelijkbare functies.
Er waren plannen voor een tweede model Jaguar met geïntegreerde cd-eenheid, maar deze werden geschrapt nadat de productie van de Jaguar in 1996 werd beëindigd.